# 阿卡迪亚海滩

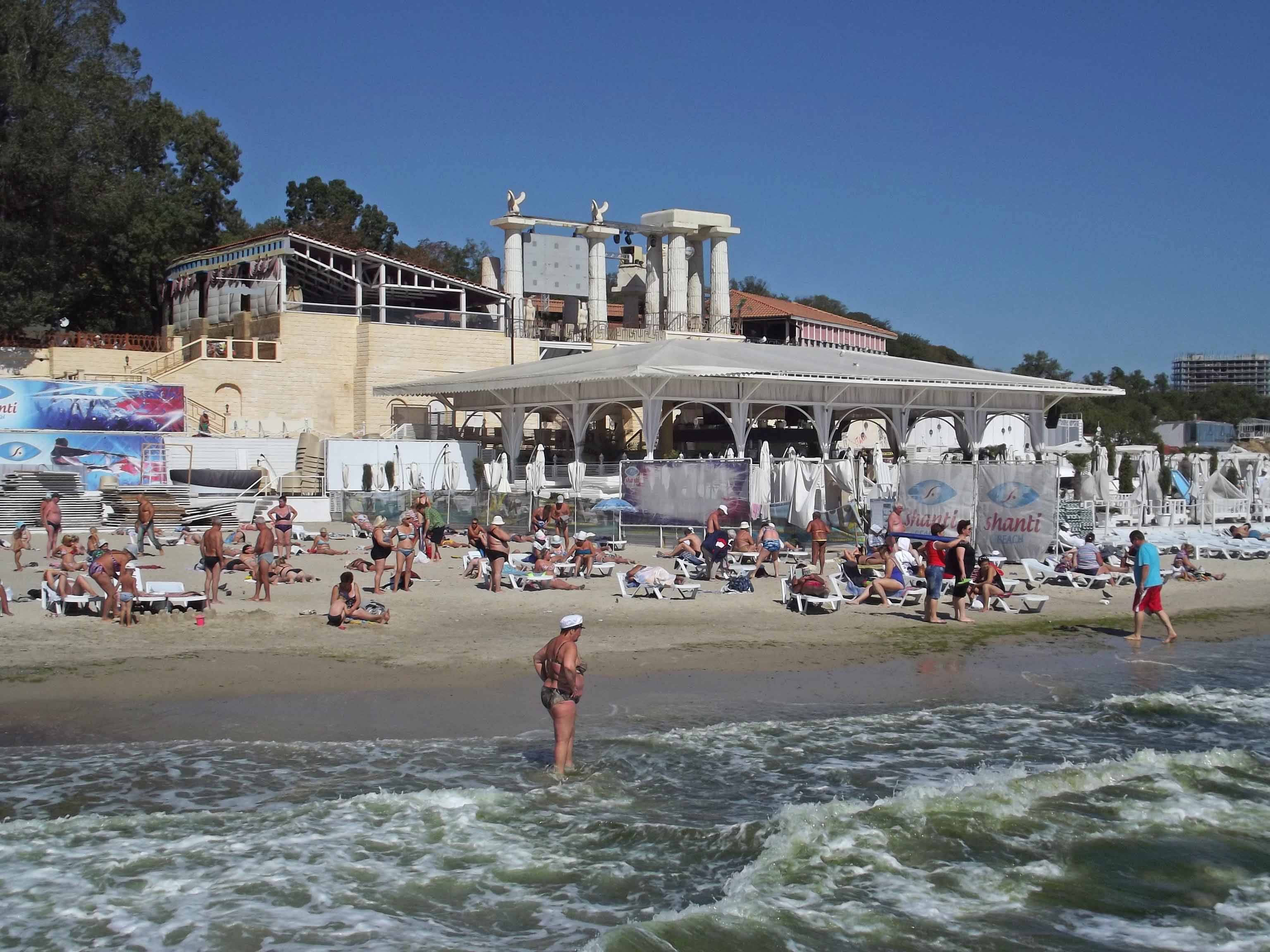

46°25′38″N 30°46′00″E / 46.42722°N 30.76667°E
阿卡迪亚海滩（烏克蘭語：Пляж Аркадія）是乌克兰敖德萨最著名的海滩，以希腊的乡村地区阿卡迪亚州命名。敖德萨的创始人选用此名，是希望有助于使之成为成功的度假胜地。今天，阿卡迪亚已经是敖德萨最热门的海滩，疗养胜地，以及夏季夜总会。它的夜总会从五月到九月开放，是在这段时间敖德萨的主要夜生活。